# Zakanale (Pasieka Otfinowska)
Zakanale – przysiółek wsi Pasieka Otfinowska w Polsce, położony w województwie małopolskim, w powiecie tarnowskim, w gminie Żabno.
W latach 1975–1998 przysiółek położony był w województwie tarnowskim.